# Герб Богородчанського району
Герб Богородчанського району — офіційний символ Богородчанського району, затверджений 16 грудня 2004 р. рішенням сесії районної ради.

## Опис
На золотому полі зелене ялинкоподібне січення, у нижній частині якого символічне зображення газового факела. На лазуровій главі золотий образ Покрови Пресвятої Богородиці, навколо нього тридцять дві золоті зірки. Щит увінчано стилізованою золотою короною з трьома зубцями. Під щитом розміщено лазурову стрічку з написом «Богородчанський район».